# 杜尚·西莫維奇
杜尚·西莫維奇（1882年10月28日—1962年8月26日）為一名南斯拉夫將軍，曾為海空軍部長、南斯拉夫皇家陸軍參謀長和南斯拉夫總理。

## 生平
西莫維奇出生於克拉古耶瓦茨，他於1900年畢業於貝爾格勒的軍事學校，並在1905年取得了更高的學歷。西莫維奇之後參加了巴爾幹戰爭和第一次世界大戰。戰後，西莫維奇投身於航空與防空事務上，並於1936年至1938年間擔任空軍的一名指揮官。西莫維奇催促政府支持他為對應納粹德國攻擊的計畫，但不被接受，於是他組織政變行動，推翻了德拉吉莎·茨维特科维奇的政府。
西莫維奇於政變後就任南國總理，並重申將會盡其軸心國成員之義務，但納粹德國不予信任，於1941年4月6日展開軍事入侵行動。西莫維奇攜家帶眷逃離了南國。戰後约瑟普·布罗兹·铁托成立了南斯拉夫社會主義聯邦共和國，西莫維奇才回到了貝爾格勒，並出了幾本關於軍事問題的書，並於1962年死在該城。
| 官衔                         | 官衔                               | 官衔                       |
| ---------------------------- | ---------------------------------- | -------------------------- |
| 前任： 德拉吉莎·茨维特科维奇 | 南斯拉夫總理 1941 – 1942           | 繼任： 斯洛普丹·約瓦諾維奇 |
| 军职                         |                                    |                            |
| 前任： 米魯丁·內迪克         | 南斯拉夫皇家陸軍參謀長 1938 – 1940 | 繼任： 皮塔爾·科西克       |
| 前任： 皮塔爾·科西克         | 南斯拉夫皇家陸軍參謀長 1940 – 1941 | 繼任： 職位廢除            |

## 資料來源
1. ↑  Germany and the 2nd World War Volume III:The Mediterranean, south-east Europe, and north Africa, 1939-1941, Gerhard Schreiber,Bernd Stegemann,Detlef Vogel, 1995, p.484
2. ↑  Staff report (August 28, 1962). Gen. Simovic Dies; Yugoslav Leader; Headed Royal Government When Nazis Invaded in '41. New York Times